# Navio hidrográfico

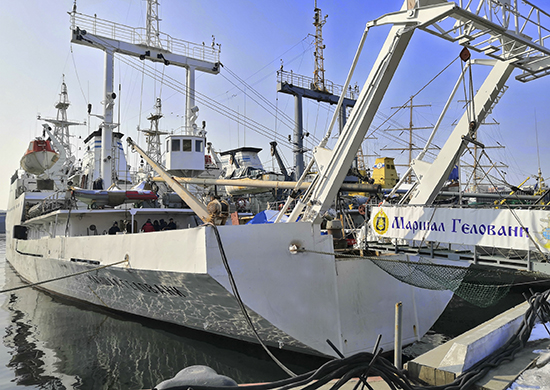
Embarcação hidrográfica Marechal Gelovani

O navio hidrográfico é um tipo de navio que está apetrechado com diversos sistemas e equipamentos que lhe permitem realizar medições como por exemplo das batimétricas (profundidade) do fundo do mar.
Alexander Thomas Emeric Vidal realizou hidrografia nos Açores de Setembro 1841 a Janeiro 1845, a bordo do HMS Styx, tendo depois embarcado o iate William & Mary para completar o trabalho.
1. ↑  Esposito, Matthew, ed. (3 de janeiro de 2020). «Charles Greville, Memoirs (Second Part): A Journal of the Reign of Queen Victoria from 1837 to 1852. 3 vols. Ed. Henry Reeve. (New York: D. Appleton and Co., 1885), I, p. 11». Routledge: 224–224. ISBN 978-1-351-21180-2. Consultado em 4 de outubro de 2023
2. ↑  «RNOD - Registo Nacional de Objectos Digitais». rnod.bnportugal.gov.pt. Consultado em 4 de outubro de 2023
3. ↑  Rodrigues da Costa, Adelino (2021). HISTÓRIAS MARÍTIMAS DOS AÇORES. [S.l.]: Academia de Marinha. ISBN 9789727811656